# Amphipyra ulmea
Amphipyra ulmea là một loài bướm đêm trong họ Noctuidae.